# Чирцова, Ольга Александровна
Ольга Александровна Чирцова (род. 24 октября 1977) — российская самбистка и дзюдоистка, чемпионка и призёр чемпионатов России и Европы по самбо, призёр чемпионата мира по самбо, призёр обладательница Кубка России по самбо, призёр Кубка мира по самбо, Заслуженный мастер спорта России (4/3/2004).

## Спортивные результаты
- Первенство России среди юниоров по дзюдо 1995 года — ;
- Чемпионат России по самбо среди женщин 1998 года — ;
- Кубок России по самбо 1999 года — ;
- Чемпионат России по самбо среди женщин 2000 года — ;
- Чемпионат России по самбо среди женщин 2001 года — ;
- Чемпионат России по самбо среди женщин 2003 года — ;